# Aubrieta vulcanica
Aubrieta vulcanica är en korsblommig växtart som beskrevs av August von Hayek och Walter Siehe. Aubrieta vulcanica ingår i släktet aubrietior, och familjen korsblommiga växter. Inga underarter finns listade i Catalogue of Life.